# Podocarpus oleifolius
Podocarpus oleifolius é uma espécie de conífera da família Podocarpaceae.
Pode ser encontrada nos seguintes países: Colômbia, Costa Rica, Equador, El Salvador, Guatemala, Honduras, México, Panamá, Peru e Venezuela.